# Trapella
Trapella es un género de plantas Magnoliopsida de la familia Pedaliaceae. Comprende dos especies.

## Especies seleccionadas
- Trapella antennifera
- Trapella sinensis

- Datos: Q1045226
- Multimedia: Trapella / Q1045226
- Especies: Trapella